# Bryte
Bryte, på fornnordiska bryti och på danska Brydi, var en nordisk titel under folkvandringstid och vikingatid. Den syftade på en man, ibland en träl, som hade uppsyn över trälar eller skötte en gård som han själv inte ägde. Även kvinnliga trälar kunde befordras; de kallades då deja, en benämning för piga, vilket sedan i betydelsen mjölkpiga fortlevde inom bondesamhället. Ofta hade bryten en förvaltande eller arbetsledande funktion. 
Bryten kunde verka på en gård, också en jarls bryte eller en konungs bryte. Kungen hade till exempel en träl som vaktade en viss del av hans egendom och kallades bryte. Möjligen kan ordet härledas ur "bryta bröd", alltså att bryten serverade eller också provsmakade kungens mat, för att kontrollera om den var förgiftad eller inte.
Senare blir bryte ett ämbete, en av kungens eller jarlens närmsta förtrogna. Ibland jämställs under medeltiden ämbetet bryte med jarlens.
I den medeltida Östgötalagen (ÖgL D XIV) talas om konungs bryte i Uppsala bo, jarls bryte i Rodens bo och biskops bryte i stavs och stols bo. Med bryte avses här en förvaltare som var satt att sköta huvudgården åt ägaren. Ibland likställs titeln med det i tyskspråkiga regioner vanliga Meier med varianterna Meyer, Mair, Mayr och Mayer, som var ansvariga för gårdar eller gods åt en annan ägare. Dessa Meierar skulle senare ofta ha tagit över gårdarna, men fortsatt att betala med råvaror och ur detta ord härleds möjligen termen mejeri. I Uppland var bryten träl under ägaren, medan bryten i Skåne i det närmaste ska ha varit delägare. 
Lagarna stadgar också olika straff för våld emot en bryte: "Men de från den mosaiska rätten emanerande hårda straffen för dråp, även av barn, som vi finner i Kristofers landslag, bör ses mot bakgrund av landskapslagarna, där till och med viljadråp på barn kan sonas med böter, och där människoliv över huvud taget taxeras i pengar, med olika bötesbelopp för dråp av utlänning, konungs bryte, bondes bryte, landstrykare, lekare etc".

## Brytar på runstenar
Vid ruinerna efter Hovgården på Adelsö står runsten U 11 med följande text: 
| ” | Tyd du runorna! Rätt lät Tolir, bryte i Roden, rista dem åt konungen. Tolir och Gylla lät rista (dessa runor) båda makarna efter sig till minnesvård ... Håkon bjöd rista. | „ |

Tolir var bryte, vilket betyder att han var kungens fogde på Hovgården och Gylla var hans hustru. Tolir svarade för förvaltningen av Roden och "Kungen" kan ha varit Håkan Röde, vilken tros ha regerat på 1070-talet. Runstenen är intressant eftersom det är första gången orden bryte och konung har hittats omnämnda i Sverige.
Även på den sörmländska runstenen Sö 42 i Gillberga nämns en bryte:
| ” | Sigvalde reste ... -kell, sin bryte. | „ |